# ダッシュボード・コンフェッショナル
ダッシュボード・コンフェッショナル（Dashboard Confessional）は、アメリカ・フロリダ州ボカラトン出身のロックバンド。

## 略歴
1999年、フロリダ州のエモ・バンド、ファーザー・シームズ・フォーエヴァーのヴォーカル、クリス・キャラバのソロ・プロジェクトとして始動。活動初期は、アコースティックギターと歌のみというスタイルだった。2000年に、1stアルバム『The Swiss Army Romance』でデビュー。
2001年に、2ndアルバム『The Places You Have Come To Fear The Most』をリリース。2002年にはMTVアンプラグドに出演した。
2003年、3rdアルバム『A Mark, a Mission, a Brand, a Scar』をリリース。ビルボードチャートで2位を獲得した。このアルバムから、ソロからバンド形態に本格的に移行する。
2004年、映画『スパイダーマン2』に、書き下ろし曲『Vindicated』を提供。サウンドトラックに収録され、エンド・クレジットで流された。
2006年、ダニエル・ラノワのプロデュースのもと、4thアルバム『Dusk and Summer』をリリース。
2007年、5thアルバム『The Shade of Poison Trees』をリリース。
2009年、6thアルバム『Alter the Ending』をリリース。同年に公開された映画『ジェニファーズ・ボディ』のサウンドトラックに『Finishing School』を提供（アルバムには未収録）。
2011年に活動を休止。
2018年、前作からおよそ9年ぶりとなる7thアルバム『Crooked Shadows』をリリース。
2019年、『Now Is Then Is Now』と題した、『Dusk and Summer』、『Alter the Ending』、『A Mark, a Mission, a Brand, a Scar』の再レコーディング盤をリリース。
2020年、ベスト・アルバム『The Best Ones of the Best Ones』をリリース。結成20周年を記念したツアーも行われたが、新型コロナウイルスの影響で中止した。同年6月、クリス・キャラバがバイク事故に遭い、重傷を負ったことを発表した。
2022年、8thアルバム『All The Truth That I Can Tell』をリリース。

## メンバー

### 現メンバー
- クリス・キャラバ (Chris Carrabba) - リードボーカル、リズムギター、ピアノ、キーボード (1999–)、リードギター (1999–2002) ※ファーザー・シームズ・フォーエヴァーでも活動（2002年に脱退、2010年にバンドの再結成と同時に再加入）
- スコット・シェーンベック (Scott Schoenbeck) - ベース (2003–)、ピアノ、キーボード (2015–) ※元ザ・プロミス・リング
- アーモン・ジェイ (Armon Jay) - リードギター、バッキングボーカル (2015–)
- クリス・カムラダ (Chris Kamrada) - ドラムス、パーカッション (2017–)
- ケニー・ブリッジス (Kenny Bridges)  - ギター、ピアノ、キーボード、バッキングボーカル、パーカッション (2022–)
- アビゲイル・ケリー (Abigail Kelly) - バッキングボーカル (2021–)

### 元メンバー
- ジョリー・リンドホルム (Jolie Lindholm) - バッキングボーカル (2000–2001)
- ジェームズ・ポール・ウィスナー (James Paul Wisner) - キーボード、ピアノ (2000)
- マイク・ストラウド (Mike Stroud) - ギター、キーボード、ストリングス (2000、2007) ※現ラタタット
- ダン・ボーンブレイク (Dan Bonebrake) - ベース、バッキングボーカル (2000–2003)
- ジョン・ラルストン (John Ralston) -ギター (2000、2002、2006)
- マイク・マーシュ (Mike Marsh) - ドラムス、バッキングボーカル (2001–2015)
- ジョン・レフラー (John Lefler) - リードギター、ピアノ、キーボード、バッキングボーカル (2002–2015)
- スーザン・シェローズ (Susan Sherouse) - ヴァイオリン (2007)
- アンドリュー・マーシャル (Andrew Marshall) - ギター (2007)
- ベン・ホモラ (Ben Homola) - ドラムス、パーカッション (2015–2017)
- デイン・ポピン (Dane Poppin) - ギター、ピアノ、キーボード、バッキングボーカル、パーカッション (2017–2022)

## ディスコグラフィ

### アルバム
- The Swiss Army Romance (2000)
- The Places You Have Come To Fear The Most (2001)
- A Mark, A Mission, A Brand, A Scar (2003)
- Dusk And Summer (2006)
- The Shade Of Poison Trees (2007)
- Alter The Ending (2009)
- Crooked Shadows (2018)
- All The Truth That I Can Tell (2022)